# Stien Deleuil
Stien Deleuil is een Belgisch voormalig volleybalster.

## Levensloop
Deleuil was actief bij Asterix Kieldrecht, waarmee ze in seizoen 1995-'96 de Beker van België won. Ook maakte ze er deel uit van de ploeg die de eerste Europese wedstrijd speelde (tegen RC Villebon) in 1994. Later was ze onder meer actief bij Amigos Zoersel.